# J. Maarten Troost
Jan Maarten Troost (conocido profesionalmente como J. Maarten Troost; nacido en 1969) es un escritor de viajes y ensayista neerlandés-estadounidense.

## Carrera
Troost es autor de una trilogía sobre el Pacífico Sur —The Sex Lives of Cannibals (2004), Getting Stoned with Savages (2006) y Headhunters on my Doorstep (2013)—, así como de un libro sobre la China contemporánea: Lost on Planet China: One Man's Attempt to Understand the World's Most Mystifying Nation (2008). Sus ensayos han aparecido en The Atlantic Monthly, Los Angeles Times, The Washington Post, Islands Magazine, The Cimarron Review, National Geographic Traveler y el Huffington Post.
El primer libro de Troost, The Sex Lives of Cannibals (La vida sexual de los caníbales), fue finalista del premio Barnes and Noble Discover Great New Writers Award de no ficción. También ha sido catalogado como uno de los 25 libros para recordar por la Biblioteca Pública de Nueva York, uno de los 50 mejores libros de viajes de todos los tiempos por la Red Matador y otros, y uno de los 15 libros de viajes más divertidos jamás escritos por la CNN. Lost on Planet China fue reconocido como una de las mejores selecciones del mes de agosto de 2008 por Amazon, mientras que The New York Times y Booklist calificaron Headhunters on my Doorstep como uno de los mejores libros de viajes de 2013.
Sus libros han sido traducidos a seis lenguas.
De 1992 a 1994, Troost trabajó como corresponsal de The Prague Post, donde escribió sobre todo tipo de temas, desde la disolución de Checoslovaquia hasta la guerra de Bosnia-Herzegovina. También ha trabajado como consultor del Banco Mundial.

## Vida personal
Troost nació en Groningen (Países Bajos) en 1969 y es de ascendencia neerlandesa-checa. Se formó en la Universidad de Boston (B.A.) y en la Universidad George Washington (M.A.). Ha vivido en los Países Bajos, Canadá, la República Checa, Kiribati, Vanuatu, Fiyi y Estados Unidos, donde, tras una larga temporada en California, reside actualmente en el área metropolitana de Washington D. C. con su mujer y sus hijos.

## Libros
- The Sex Lives of Cannibals (2004)
- Getting Stoned with Savages (2006)
- Lost on Planet China (2008)
- Headhunters on My Doorstep (2013)[1]
- I Was Told There'd Be Sexbots: Travels Through the Future (anticipated publication summer 2017; not released as of early 2020.)[2]